# Kamenka, Belarus
Kamenka (vitryska: Каменка) är ett vattendrag i Belarus.   Det ligger i voblasten Vitsebsks voblast, i den norra delen av landet, 230 km nordost om huvudstaden Minsk.
Omgivningarna runt Kamenka är en mosaik av jordbruksmark och naturlig växtlighet. Runt Kamenka är det glesbefolkat, med 10 invånare per kvadratkilometer.